# Хромов Юрій Дмитрович
Юрій Дмитрович Хромов (рос. Юрий Дмитриевич Хромов; нар. 22 серпня 1939, Москва, СРСР — нар. 20 вересня 2011) — радянський російський футболіст, захисник.

## Кар'єра гравця
Народився в Москві. Дорослу футбольну кар'єру розпочав 1957 року в дублі «Торпедо». У футболці московського клубу дебютував 20 липня 1958 року в нічийному (3:3) домашньому поєдинку 7-го туру Класу «А» чемпіонату СРСР проти московського ЦСК МО. Юрій вийшов на поле в стартовому складі та відіграв увесь матч. Гравцем основи так і не став, до 1961 року виходив на поле за першу команду дуже рідко. Лише в сезонах 1962 та 1963 року почав виходити частіше, але сезон 1964 року розпочав у дублі.
По ходу сезону 1964 року перебрався до «Чорномореця». У футболці одеського клубу 1964 року провів 15 поєдинків у Першій лізі СРСР. У Першій групі Класу «А» дебютував 15 квітня 1966 року в програному (2:3) виїзному поєдинку 1-го туру проти тбіліського «Динамо». Хромов вийшов на поле в стартовому складі та відіграв увесь матч. У вищій лізі в складі «моряків» зіграв 22 матчі, ще 1 поєдинок провів у кубку СРСР.
1966 рік розпочав у дублі московського «Локомотива», а продовжив у «Волзі», де виступав за калінінську команду в Класі «Б» до 1967 рік. Футбольну кар'єру завершив 1968 року в команді Класу «Б» «Сатурн» (Раменське).

## Кар'єра тренера
По завершенні кар'єри гравця розпочав кар'єру тренера. У 1971 році допомогав московський «Торпедо». Також працював у ДЮСШ «Торпедо» (Москва), а також у спорткомітеті заводу ЗіЛ.
Помер 20 вересня 2011 року після тривалої хвороби. Похований на Домодєдовському кладовищі Москви.